# Palazzo del Greco
Palazzo del Greco è una dimora signorile situata in via Morrocchesi a San Casciano in Val di Pesa.

## Descrizione
Il palazzo è caratterizzato dall'austera facciata settecentesca, in parte mitigata sulla parte destra dell'ultimo piano, da un loggiato architravato che prosegue anche sul fronte posteriore dell'edificio.
Sulla facciata è posto un imponente stemma mediceo. Secondo il libro di Guido Carocci fu possesso della famiglia Tuccini. All'interno del palazzo è posto un secondo stemma che studi recenti hanno individuato come quello della famiglia Da Toledo, alla quale apparteneva Eleonora da Toledo, moglie del granduca Cosimo I, da ciò si può dedurre che almeno alla metà del XVI secolo, il palazzo era di proprietà dei Medici.
Alla famiglia dei Medici apparteneva anche la villa di Montepaldi dove si trova uno stemma famigliare costituito dal blasone Mediceo unito a quello dei Da Toledo, identico a quello del palazzo Del Greco.
La facciata posteriore, prospettante su un giardino murato, è mossa da un loggiato composto da cinque aperture ad archi a tutto sesto.
L'interno dell'edificio è interessante soprattutto nel salone d'ingresso, oggi occupato da un negozio. Il salone presenta in alto affreschi di ignoto artista risalenti al XVI secolo raffiguranti i lavori agricoli corrispondenti alle stagioni e ai quattro elementi (fuoco, aria, acqua e terra).